# Гривасти вук
Гривасти вук или Магеланов пас (лат. Chrysocyon brachyurus) је сисар из породице паса (Canidae). Једини је представник свог рода.

## Распрострањење
Ареал врсте покрива неколико држава. Врста је присутна у следећим државама: Бразил, Аргентина, Перу, Парагвај, и Боливија. Врста је можда изумрла у Уругвају.

## Станиште
Станишта врсте су шуме, травната вегетација и речни екосистеми. 

## Угроженост
Ова врста је на нижем степену опасности од изумирања, и сматра се скоро угроженим таксоном.